# 李博 (植物学者)
李博（拼音：Lǐ Bó、1929年4月15日 -  1998年5月21日）は、中国の植物生態学者である。内モンゴル大学で働き、草原の利用と保全に貢献した。

## 略歴
山東省夏津県徳州市の出身。北京農業大学で学んだ後、李繼侗（Li Jitong）の助教を務めた。内モンゴル大学の講師、准教授（1978年）、教授（1983年)を務め、1993年、中国科学院の会員に選ばれた。内モンゴル大学では地理情報システム（GIS)などの先進技術を使って牧草資源を調査する国家プロジェクトに参加し、草原の利用や保全に貢献した。
1998年、ハンガリーで交通事故にあい死亡した。

## 著作
- Li, Bo. 1962. “The basic types of regional vegetation and ecology-geography,”. (in Chinese), Huhehaote, University of Inner Mongolia vol.1, no.4.
- Jiang, Shu and Li, Bo. 1988.Natural environments of Baiinxile, Xilinhot, Inner Mongolia (Report of the field study under the Monbusho International Scientific Research Program). 菅平高原実験センター研究報告, No. 9. 筑波大学菅平高原実験センター.
- Li, Bo. (eds.). 1990. Research on natural resources and environment in Ordos plateau, Inner Mongolia. Beijing: Scientific Press.
- Li, Bo and Yang, Chi (eds.) 1995. Research on the Biological Diversity in Grassland. Inner Mongolia Press.